# Condado de Iron (Utah)
O Condado de Iron é um dos 29 condados do Estado americano do Utah. A sede do condado é Parowan, e sua maior cidade é Cedar City. O condado tem uma área de 8552 km², uma população de 33 779 habitantes, e uma densidade populacional de 4 hab/km² (segundo o censo nacional de 2000). O condado foi fundado em 1852.